# Лісберг (Баварія)
Лісберг (нім. Lisberg) — громада в Німеччині, розташована в землі Баварія. Підпорядковується адміністративному округу Верхня Франконія. Входить до складу району Бамберг. Центр об'єднання громад Лісберг.
Площа — 8,36 км2. Населення становить 1702 ос. (станом на 31 грудня 2020).

## Географії

### Адміністративний поділ
Громада  складається з 5 районів:
- Барбарагеге
- Лісберг
- Ноймюле
- Трабельсдорф
- Тріфенбах